# Селсо Рапосо
Селсо Даниел Каейро Рапосо (на португалски: Celso Daniel Caeiro Raposo) е португалски професионален футболист, десен защитник, състезател на тима от ЕФБЕТ Първа лига на България ПФК Локомотив (София).
Дебютира за столичния клуб на 27 юли 2021 година при загубата с 1:0 от ПФК Берое (Стара Загора).